# Võ sĩ đạo
Võ sĩ đạo (tiếng Nhật: 武士道 | Bushidō) là những quy tắc đạo đức mà các võ sĩ ở Nhật Bản thời trung cổ phải tuân theo. Võ sĩ đạo hình thành từ thời kỳ Kamakura và hoàn chỉnh vào thời kỳ Edo.
Ngày nay, từ võ sĩ đạo mang hai nghĩa. Nghĩa thứ nhất chỉ một tư tưởng có thật vào thời trung cổ và thời cận đại của Nhật Bản. Nghĩa thứ hai chỉ bản sắc của Nhật Bản thời hiện đại khi so sánh với các nước khác.
Theo nghĩa thứ nhất, võ sĩ cần tôn trọng: trung thành, hy sinh, tín nghĩa, lễ nghi, liêm sỉ, chất phác, giản dị, tiết kiệm, thượng võ, danh dự, nhân ái,...
Theo nghĩa thứ hai, con người cần phải: trung với vua, hiếu với cha mẹ, nghiêm khắc với bản thân, nhân từ với người dưới, khoan dung với địch, xa lánh dục vọng cá nhân, chính trực công bằng, trọng danh dự hơn vật chất. Ngoài chiến trường, cần tâm niệm một tinh thần "đặc hữu" của Nhật Bản, đó là "chết đẹp". Các nghiên cứu thực chứng trong lĩnh vực lịch sử tư tưởng đã chỉ ra rằng, thái độ nói trên chỉ hình thành trong nội bộ tầng lớp võ sĩ, với tư cách là một tập đoàn xã hội, từ đầu thế kỷ 17, nghĩa là từ thời kỳ Edo. Các võ sĩ phải tuân thủ các quy tắc này khi giao chiến.

## Chữ "Trung"
Kể từ khi tầng lớp võ sĩ hình thành, ý thức về sự trung thành mang tính đạo đức đối với chủ khá thấp, chứ không phải là phạm trù trung tâm của võ sĩ đạo như sau này. Thời trung cổ, quan hệ chủ tớ là thứ quan hệ hợp đồng giữa hai bên, bởi vì "phục vụ" được hiểu là cái giá trả cho "ân huệ". Ít ra, cho đến cuối thời kỳ Muromachi, những cách suy nghĩ mà đời sau thường có như "phản bội là đáng khinh", "võ sĩ phải sinh tử cùng chủ", vẫn chưa phải là trọng tâm.
Bắt đầu từ đầu thế kỷ XVII, khi đạo đức Tống Nho được truyền bá vào Nhật Bản, thì quan niệm đạo đức như trên mới được xác lập như một khái niệm trong "đạo của kẻ sĩ". Từ đây, các đạo đức Nho giáo (nhân nghĩa, trung hiếu, v.v...) mới trở thành những quy tắc được yêu cầu ở võ sĩ.

## Võ sĩ đạo thời Minh Trị
Sau cuộc Minh Trị Duy Tân, cùng với sự tuyên bố bốn tầng lớp võ sĩ - công - nông - thương đều bình đẳng, tầng lớp võ sĩ ở Nhật Bản đã suy giảm. Năm 1882, luật quân nhân yêu cầu quân nhân phải mang Tinh thần Nhật Bản đối với Thiên hoàng, chứ không phải là mang tinh thần võ sĩ đạo. Tuy nhiên, từ sau chiến tranh Thanh-Nhật, võ sĩ đạo được nhắc lại.